# Saint-Léger-de-Linières
Saint-Léger-de-Linières ist eine französische Gemeinde mit 3.860 Einwohnern (Stand: 1. Januar 2022) im Département Maine-et-Loire in der Region Pays de la Loire. Sie gehört zum Arrondissement Angers und zum Kanton Angers-3.
Sie entstand als Commune nouvelle mit Wirkung vom 1. Januar 2019 durch die Zusammenlegung der bisherigen Gemeinden Saint-Jean-de-Linières und Saint-Léger-des-Bois, die in der neuen Gemeinde den Status einer Commune déléguée haben. Der Verwaltungssitz befindet sich im Ort Saint-Léger-des-Bois.

## Gliederung
| Ortsteil                               | ehemaliger INSEE-Code | Fläche (km²) | Einwohnerzahl zum 1. Januar 2022 |
| -------------------------------------- | --------------------- | ------------ | -------------------------------- |
| Saint-Léger-des-Bois (Verwaltungssitz) | 49298                 | 15,42        | 2.027                            |
| Saint-Jean-de-Linières                 | 49289                 | 08,66        | 1.833                            |

## Geographie
Die Gemeinde liegt rund zehn Kilometer westlich des Stadtzentrums von Angers. Das Gemeindegebiet wird von der Autobahn A11 sowie der davon abzweigenden autobahnähnlich ausgebauten Stadteinfahrt D523 durchquert.
Nachbargemeinden sind
- Saint-Lambert-la-Potherie im Norden,
- Beaucouzé und Bouchemaine im Osten,
- Savennières und Saint-Martin-du-Fouilloux im Süden,
- Saint-Augustin-des-Bois im Westen,
- Bécon-les-Granits im Nordwesten.